# I Promise to Wait My Love
I Promise to Wait My Love is een single van de Amerikaanse soulgroep Martha Reeves & The Vandellas, die in 1968 verscheen op het platenlabel Gordy, een sublabel van Berry Gordy's platenmaatschappij Motown.

## Geschiedenis
Na "Love Bug Leave My Heart Alone" en "Honey Chile" was "I Promise To Wait My Love" de derde van vier singles afkomstig van het album "Ridin' High". Op 4 april 1968 verscheen het nummer op de markt. In tegenstelling tot de eerder genoemde singles wist "I Promise To Wait My Love" niet de top 40 in de Billboard Hot 100 te bereiken. Daardoor was het de eerste single sinds "What Am I Going To Do Without Your Love" uit 1966 die niet hoog op de hitparade wist te komen. Alle volgende nummers van Martha Reeves & The Vandellas kwamen evenmin in de top 40. "I Promise To Wait My Love" zelf behaalde op de poplijst in de Verenigde Staten de #62 notering en in het Verenigd Koninkrijk bleef het op #55 steken. Het nummer deed het op de R&B-lijst het beste met de #36 plaats.

## Beschrijving
Martha Reeves & The Vandellas, die sinds 1964 met "Dancing In The Street" (wellicht onbedoeld) iconen van de Amerikaanse burgerrechtenbeweging waren geworden, gaven met "I Promise To Wait My Love" een verborgen politieke boodschap af. De tekst gaat erover dat de vertelster, leadzangeres Martha Reeves, ondanks het gedrag van haar vriend zal blijven wachten op hem tot hij bij haar terugkeert. Alhoewel in het nummer wordt gesuggereerd dat het vriendje zich verkeerd tegen de ik-figuur gedraagt, wacht ze eigenlijk totdat hij terugkeert van de Vietnamoorlog, zonder dat dit letterlijk wordt gezegd. Daarmee markeert dit nummer de tendens bij Motown om voorzichtig politieke elementen in de songteksten toe te laten. Jarenlang wilde Berry Gordy daar niets van weten en dat was de reden waarom "Jimmy Mack" van Martha & The Vandellas uit 1964 pas werd uitgebracht in 1967, toen duidelijk werd dat een groot deel van het publiek steeds kritischer kwam te staan tegenover het Amerikaanse Vietnambeleid. In 1970 culmineerde deze ontwikkeling in de expliciete protestsong "I Should Be Proud", die onkarakteristiek was voor Martha Reeves & The Vandellas en niet aansloeg bij het publiek.
"I Promise To Wait My Love" is geschreven in Memphis soul-stijl, onder meer gekenmerkt door het gitaarintro en een zangtechniek die doet denken aan die van Aretha Franklin. Naast de Vandellas zongen ook The Andantes, Motowns vaste achtergrondzangeressen, mee. De instrumentale muziek werd zoals gebruikelijk verzorgd door de sessiemuzikanten van Motown, The Funk Brothers. In tegenstelling tot de eerste twee singles van het album "Ridin' High" werd "I Promise To Wait My Love" niet geschreven door Richard Morris in samenwerking met Sylvia Moy, maar door Allen Story, George Gordy, Margaret Gordy en Billie Jean Brown. Morris was wel de producent.
Met 2 minuten en 4 seconden is het een van de kortstdurende singles uitgebracht door Motown. Het wordt in dit opzicht alleen overtroffen door "How Can I Forget" van The Temptations en "My World Is Empty Without You" van The Supremes, die nog onder de 2 minuten blijven.

## B-kant
"Forget Me Not", de B-kant van "I Promise To Wait My Love", duurt bijna 3 minuten. Als een van de weinige B-kanten wist ook "Forget Me Not" de hitlijsten te bereiken. Hoewel het in de VS maar net de top-100 binnenkwam en de R&B-lijst niet eens haalde, werd het met een #11 notering - op "Dancing In The Street" na - het meest succesvolle nummer van Martha Reeves & The Vandellas in Groot-Brittannië. Net als bij "I Promise To Wait My Love" is er bij "Forget Me Not" een link te leggen naar de Vietnamoorlog.

## Bezetting
- Lead: Martha Reeves
- Achtergrond: The Vandellas (Lois Reeves en Rosalind Ashford) en The Andantes (Marlene Barrow, Jackie Hicks en Louvain Demps).
- Instrumentatie: The Funk Brothers
- Schrijvers: Billie Jean Brown, Margaret Gordy, George Gordy & Allen Story
- Producer: Richard Morris